# Keltská pole
Keltská pole (ang. celtic fields) je populární označení pro povrchové pozůstatky prehistorických polních systémů, které bývají nacházeny v severozápadní Evropě, např. v Belgii, Británii, Německu, Irsku a Nizozemsku.
Často jsou nacházeny v oblastech, kam nepronikla moderní zemědělská produkce (hluboká orba). Datace těchto polí se různí; nejstarší pocházejí snad až z doby bronzové, nejmladší z raného středověku.

## Znaky
Typickými jejich znaky jsou stopy po ohrazeních či naopak příkopech, slepé cesty, osamělé statky; na leteckém snímkování se v krajině jeví jako vzor obdélníkových ploch o rozloze cca 2000 m². Tato jejich velikost snad svědčí o tom, že jednotlivá pole byla obdělávána jednou rodinou. Vlivem dlouhodobé orby a eroze se na níže položených stranách parcel vytvořily typické vyvýšeniny (ang. lynchet), které je dodnes možné někde pozorovat.
Obdélníkový tvar polí byl určen způsobem orby radlicí. Oráč musel užít tzv. křížovou orbu (podruhé pole zorat v pravém úhlu na původní směr orby a tím i otočil půdu).
Nejvíce se "keltská pole" dochovala v méně přístupných oblastech na okraji zemědělského využití, např. ve West Country. V nížinných oblastech Velké Británie byla během staletého intenzivního zemědělského obdělávání zničena. Podobné pozůstatky jsou ve větší míře známy i z Holandska a Skandinávie.